# Baseballpark Weyersberg
Das Baseballpark Weyersberg ist ein in der Solinger Sportanlage Weyersberg gelegenes Baseball-Stadion. Der Baseballpark Weyersberg ist Heimspielstätte des Baseball-Bundesligisten Solingen Alligators.
Der Ballpark war 2001 neben dem Kölner Reit- und Baseballstadion und dem Bonner Baseballstadion Rheinaue einer der drei Austragungsorte der Baseball-Europameisterschaft. Der Platz ist 110 m × 110 m groß. Der Baseballpark Weyersberg war 2019 – neben dem Baseballstadion Rheinaue – Ausrichtungsort der Baseball-Europameisterschaft 2019. Diese diente gleichzeitig als europäische Qualifikation für Baseballturnier bei den Olympischen Sommerspielen 2020 in Tokio.